# Colors〜自分ヲ彩る色〜
『Colors 〜自分ヲ彩る色〜』（カラーズ じぶんヲいろどるいろ）は、BS朝日で2014年4月6日から2015年3月29日まで毎週日曜日 22:54 - 23:00（JST）で放送されていたアヲハタ一社提供のインタビュー番組である。

## 概要
番組は毎回、アートなどを中心に活躍する若手のクリエイターを取り上げる。自分のスタイルを持ち、今までにない自分のカラーを表現しようとする人々の「生き方」や「こだわり」を、「色」と掛け合わせて表現している。
番組のキーとなる言葉を色に置き換え、その色のフルーツを用いて色鮮やかに展開する。
ナレーターはサヘル・ローズ。

## ラインナップ
| 放送日       | 出演                 | 肩書き                       | 色       | 言葉               | フルーツ               |
| ------------ | -------------------- | ---------------------------- | -------- | ------------------ | ---------------------- |
| 2014年4月6日 | 大橋マキ             | アロマセラピスト             | 紫       | 直感               | ぶどう・ブルーベリー   |
| 4月13日      | 石川直樹             | 写真家                       | ピンク   | 優しさ             | ピンクグレープフルーツ |
| 4月20日      | スプツニ子!          | アーティスト                 | 赤       | はみだす力         | いちご                 |
| 4月27日      | 村松亮太郎           | クリエイター                 | 黄       | 躍動               | パイナップル           |
| 5月4日       | 柿沢安耶             | パティシエ                   | オレンジ | 生命力             | オレンジ               |
| 5月11日      | ニコライ・バーグマン | フラワーディレクター         | 緑       | バランス           | マスカット             |
| 5月18日      | 雅姫                 | デザイナー                   | 白       | 無限               | 白桃                   |
| 5月25日      | 高橋智隆             | ロボットクリエイター         | 赤       | 信念               | さくらんぼ             |
| 6月1日       | 蒼山日菜             | 切り絵作家                   | ピンク   | 癒し               | ピンクグレープフルーツ |
| 6月8日       | 下田昌克             | 絵描き                       | オレンジ | 親しみ             | オレンジ               |
| 6月15日      | 野村友里             | フードディレクター           | 緑       | つながり           | キウイ                 |
| 6月22日      | 大平貴之             | プラネタリウム・クリエーター | 黄       | 革新               | マンゴー               |
| 6月29日      | 清川あさみ           | アーティスト                 | 紫       | 二面性             | ぶどう                 |
| 7月6日       | 久住有生             | 左官職人                     | 赤       | 革命               | ラズベリー             |
| 7月13日      | 白木夏子             | ジュエリーデザイナー         | オレンジ | 切り開く力         | オレンジ               |
| 7月20日      | 深堀隆介             | 美術作家                     | 黄       | 発見               | レモン                 |
| 7月27日      | 大村雪乃             | 美術家                       | 赤       | 破壊               | すいか                 |
| 8月3日       | 大城智之             | ネイルアーティスト           | 緑       | 斬新               | メロン                 |
| 8月10日      | チアキコハラ         | アーティスト                 | ピンク   | 快感               | ドラゴンフルーツ       |
| 8月17日      | 五嶋龍               | ヴァイオリニスト             | 紫       | 飛躍               | ぶどう                 |
| 8月24日      | 大野茉莉             | サウンド・アーティスト       | 黄       | 無邪気             | ？                     |
| 8月31日      | 瀬畑亮               | セロテープアート(R)作家      | 赤       | 一途               | りんご                 |
| 9月7日       | こだまこずえ         | ライブペインター             | ピンク   | 融和               | ピンクグレープフルーツ |
| 9月14日      | 三嶋章義             | アーティスト                 | 緑       | 視点               | キウイ                 |
| 9月21日      | 二木あい             | 水中表現家                   | 黄       | 閃き               | グレープフルーツ       |
| 9月28日      | レ・フレール         | ピアノデュオ                 | 紫       | 共鳴               | デラウェア             |
| 10月5日      | 小松美羽             | 銅版画家                     | オレンジ | 感受性             | オレンジ               |
| 10月12日     | TAKAYA               | 花結い師                     | 赤       | 自信               | アメリカンチェリー     |
| 10月19日     | 力石咲               | ハイパーニットクリエイター   | 緑       | 交わる             | メロン                 |
| 10月26日     | 沖仁                 | フラメンコギタリスト         | 赤       | 燃焼               | ラズベリー             |
| 11月2日      | ししやまざき         | アーティスト                 | ピンク   | インスピレーション | ピンクグレープフルーツ |
| 11月9日      | 山崎亮               | コミュニティデザイナー       | オレンジ | つながる           | オレンジ               |
| 11月23日     | 玉田多紀             | 造形作家                     | 緑       | 再生               | キウイ                 |
| 11月30日     | 船本恵太             | サンドアートパフォーマー     | 黄       | 瞬間               | レモン                 |
| 12月7日      | 前川香苗             | チョークアーティスト         | オレンジ | 出会い             | オレンジ               |
| 12月14日     | 谷尻誠               | 建築家                       | 緑       | 新風               | メロン                 |
| 12月21日     | 平井理紗             | クッキーアーティスト         | 紫       | 五感               | ぶどう                 |
| 12月28日     | サガキケイタ         | アーティスト                 | 赤       | ギャップ           | いちご                 |
| 2015年1月4日 | ファンタジスタ歌磨呂 | アーティスト                 | ピンク   | ファンタジー       | ピンクグレープフルーツ |
| 1月11日      | 入江早耶             | 消しかすアーティスト         | 赤       | 転生               | りんご                 |
| 1月18日      | 松枝悠希             | アーティスト                 | 黄       | 解放               | レモン                 |
| 1月25日      | 西元祐貴             | 墨絵アーティスト             | 赤       | 躍動               | ラズベリー             |
| 2月1日       | 鈴木ありさ           | ケーキデザイナー             | ピンク   | 特別               | ピンクグレープフルーツ |
| 2月8日       | 佐藤明日香           | ボールペン画クリエイター     | オレンジ | 集中               | オレンジ               |
| 2月15日      | さとうたけし         | ペイントアーティスト         | 紫       | 自由               | デラウェア             |
| 2月22日      | 伊藤航               | ペーパーアーティスト         | 緑       | リアル             | キウイ                 |
| 3月1日       | 瞳                   | バルーンアーティスト         | 黄       | 脱却               | グレープフルーツ       |
| 3月8日       | 高倉大輔             | 写真作家                     | 赤       | 可能性             | いちご                 |
| 3月15日      | 赤井勝               | 花人                         | ピンク   | 想い               | ピンクグレープフルーツ |
| 3月22日      | ツタイミカ           | デザイナー                   | 黄色     | ドキドキワクワク   | レモン                 |
| 3月29日      | 永井秀幸             | 3Dアーティスト               | 緑       | 自由               | メロン                 |

## スタッフ
- 制作：BS朝日／イースト・エンタテインメント